# SS Polonia
SS Polonia – statek pasażerski, używany w latach 1912-1939. Początkowo nosił nazwę Kursk.

## Historia
SS "Polonia", początkowo Kursk (jeden z tzw. „klejnotów Księżniczki Dagmary”), to statek pasażersko-drobnicowy, zbudowany w 1910 roku w Glasgow. Początkowo pływał na linii rosyjsko-amerykańskiej, tj. pomiędzy Lipawą i Nowym Jorkiem. Był drugim z czterech statków zbliżonej konstrukcji: pierwszy, Rossija zbudowany w 1908 r. nie pływał nigdy pod polską banderą, dwoma kolejnymi były przyszłe polskie statki SS Pułaski i SS Kościuszko. 
W 1921 roku wszystkie cztery statki przeszły pod banderą duńską, jako własność kompanii żeglugowej Det Östasiatiske Kompagni obsługującej Balitic-American Line, wtedy też zmieniono nazwę Kursk na Polonia, bowiem statek miał przewozić do Ameryki głównie emigrantów z Polski. Pozostałe jednostki otrzymały nazwy trzech państw bałtyckich: Latvia, Estonia i Lithuania.
Statek obsługiwał odtąd linię Lipawa-Gdańsk-Kopenhaga-Nowy Jork. Na mocy umowy z 11 marca 1930 roku – za 18 milionów złotych – przeszedł, razem z SS „Pułaski” i SS „Kościuszko”, pod banderę polską, do spółki Polskie Transatlantyckie Towarzystwo Okrętowe (PTTO), a od października 1934 roku do Gdynia-Ameryka Linie Żeglugowe SA (GAL) bez zmiany nazwy, zapoczątkowując polską flotę pasażerską. Duńczycy sprzedali linię (wraz z prawem do przystani w dokach Nowego Jorku) i „klejnoty” chętnie, bo właśnie w roku 1930, wobec załamania się gospodarki amerykańskiej w czasach wielkiego kryzysu władze Stanów Zjednoczonych drastycznie obniżyły kwoty imigranckie. Linię obsługiwały wtedy już tylko trzy statki, największy i najstarszy, Latvia (eks- Rossija) został wcześniej sprzedany do Japonii.
SS "Polonia” obsługiwał linię Gdynia-Kopenhaga-Halifax-Nowy Jork. Pierwszym kapitanem statku był Mamert Stankiewicz, który dowodził nim do czasu objęcia dowództwa nowego polskiego flagowego statku MS Piłsudski. W związku ze zmniejszeniem się liczby pasażerów na trasie transatlantyckiej, od roku 1933 skierowano statek na tzw. linię palestyńską Konstanca-Stambuł-Jafa-Hajfa-Pireus-Stambuł-Konstanca, gdzie przewoził przede wszystkim Żydów emigrujących z Polski do Palestyny.
Na tej trasie statek odbył 123 rejsy. Pływał też jako wycieczkowiec (m.in. w lipcu 1931 roku, jako pierwszy polski statek pasażerski dotarł do Nordkapu). Sprzedany został na złom do Włoch w roku 1939.